# PGC 3089770
LEDA/PGC 3089770 ist eine Galaxie im Sternbild Löwe auf der Ekliptik, die schätzungsweise 395 Millionen Lichtjahre von der Milchstraße entfernt ist. Im selben Himmelsareal befinden sich u. a. die Galaxien NGC 3743, NGC 3746, NGC 3751, NGC 3758.